# پیداکردن فانی
پیداکردن فانی (به هندی: Finding Fanny) فیلمی است محصول سال ۲۰۱۴ و به کارگردانی هانی آدجانیا است. در این فیلم بازیگرانی همچون نصیرالدین شاه، دیمپل کاپادیا، پانکاج کاپور، دیپیکا پادوکونه، آرجون کاپور، رانویر سینگ ایفای نقش کرده‌اند.